# Neohodgsonia mirabilis
Neohodgsonia es un género monotípico de musgos hepáticas de la familia Neohodgsoniaceae y del orden Neohodgsoniales. Su única especie: Neohodgsonia mirabilis, es originaria de Nueva Zelanda.

## Taxonomía
Neohodgsonia mirabilis fue descrita por Nathan Petter Herman Persson  y publicado en Botaniska Notiser 1954: 40. 1954.
Sinonimia
- Hodgsonia mirabilis Perss.